# George & James
George & James è un album in studio del gruppo di musica sperimentale statunitense The Residents, pubblicato nel 1984.
Contiene tre tributi a George Gershwin e uno a James Brown.

## Tracce
1. Rhapsody in Blue – 10:31
2. I Got Rhythm – 3:04
3. Summertime – 4:08
4. Live at the Apollo – 18:41